# Parc national des Alpes du Sud
Le parc national des Alpes du Sud (南アルプス国立公園, Minami Arupusu Kokuritsu Kōen) est un parc national japonais situé dans le Kantō. Le parc a été créé en 1964 et couvre une surface de 357,52 km2. Le parc comprend des nombreux pics des alpes japonaises culminant à plus de 3 000 mètres dont le mont Kita-dake (3 192 m), le deuxième point le plus haut du Japon après le mont Fuji.